# Tuzsér
Tuzsér is een plaats (nagyközség) en gemeente in het Hongaarse comitaat Szabolcs-Szatmár-Bereg. Tuzsér telt 3373 inwoners (2001).